# 892 Seeligeria
892 Seeligeria eller A918 KC är en asteroid i huvudbältet, som upptäcktes 31 maj 1918 av den tyske astronomen Max Wolf i Heidelberg. Denhar fått sitt namn efter den tyske astronomen Hugo von Seeliger.
Asteroiden har en diameter på ungefär 74 kilometer och den tillhör asteroidgruppen Alauda.